# Cibadak (Astanaanyar)
Cibadak is een bestuurslaag in het regentschap Kota Bandung van de provincie West-Java, Indonesië. Cibadak telt 12.270 inwoners (volkstelling 2010).